# Platybelodon
Platybelodon is een geslacht van uitgestorven slurfdieren, verwant aan de hedendaagse olifanten. Het geslacht behoort tot de familie Gomphotheriidae. Platybelodon leefde tijdens het Mioceen, 15 tot 4 miljoen jaar geleden. Het geslacht kwam voor in Afrika, Europa, Azië en Noord-Amerika. Platybelodon was in veel opzichten gelijk aan Amebelodon, een andere soort uit de Gomphotheriidae. Platybelodon is nauw verwant aan Amebelodon.

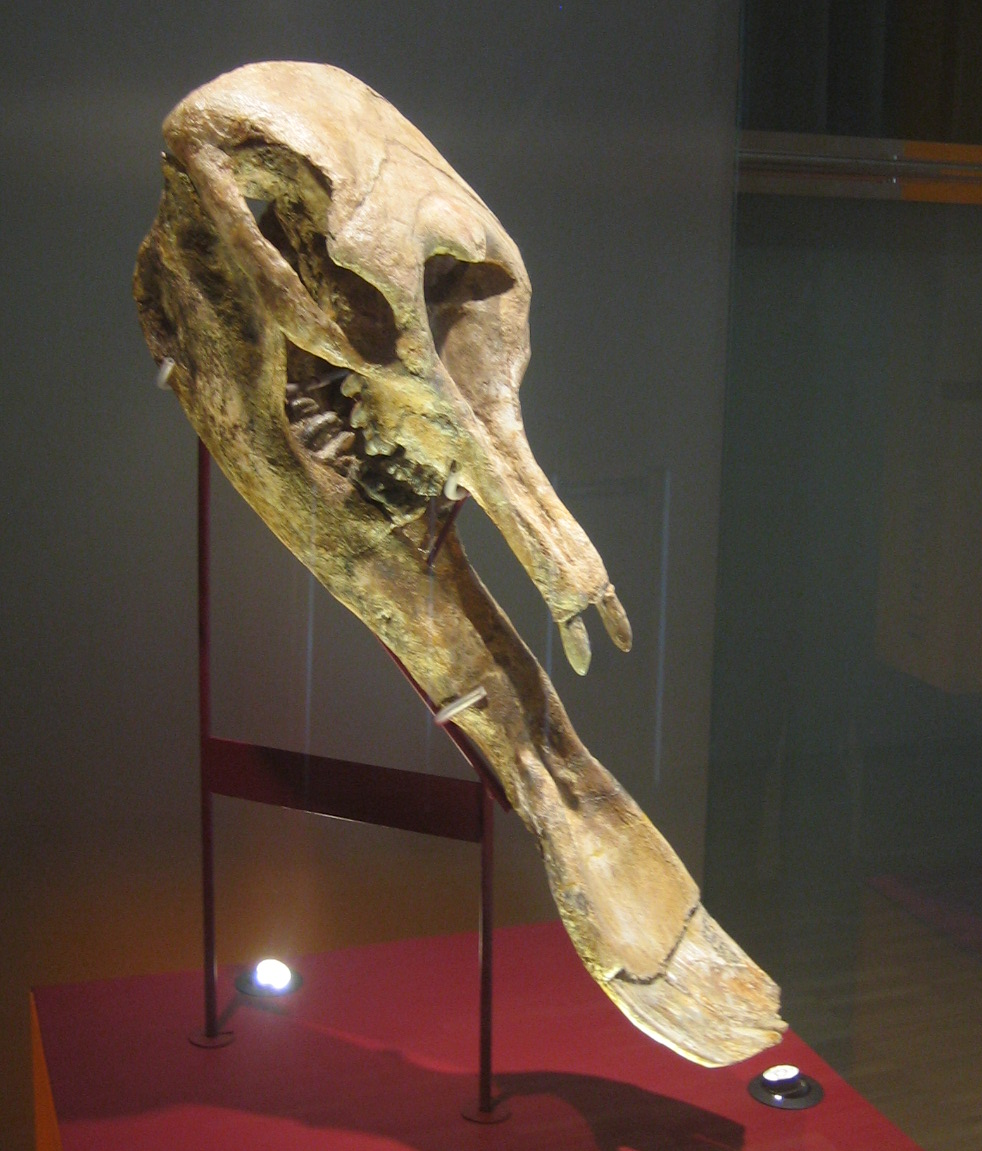
Schedel van een Platybelodon

## Kenmerken
Net als Gomphotherium en andere gomphotheriden had Platybelodon vier slagtanden. In de bovenkaak waren deze sterk verminderd en schuin naar voren en naar beneden gericht. In de langwerpige onderkaak waren de twee platte snijtanden samen gegroeid en verbreed in de vorm van een lepel. Platybelodon groeide op tot zes meter lang en tot 2,8 meter hoog. Het in kuddes levende dier woog tot 4,5 ton.

## Leefwijze
Onderzoekers gingen er aanvankelijk van uit dat Platybelodon voornamelijk in moerasachtige en savanneachtige graslanden zou voorkomen, waar hij zich zou voeden met waterplanten. Slijtplekken op gevonden slagtanden duiden er echter op dat de dieren hun tanden gebruikten om de bast van bomen te halen en bladeren los te snijden.

## Fossiele vondsten
De Archeobelodon werd 15 miljoen jaar geleden in Europa gevonden. In 2004 lukte het paleontologen uit Augsburg om een bijna volledig skelet uit te graven. De enige skeletconstructie ter wereld van Archaeobelodon filholi is te zien in Parijs. Het ligt in het Muséum national d'histoire naturelle in de Jardin des Plantes.

## Soorten
- Platybelodon barnumbrowni
- Platybelodon dangheesis
- Platybelodon loomisi